# 교향곡 2번 (말러)
《교향곡 2번 다단조 “부활”》은 구스타프 말러가 1888년과 1894년 사이에 작곡한 두 번째 교향곡이다. 이 작품은 말러가 살아있던 동안 가장 인기있는 작품이었다. 말러가 사후세계와 부활에 대한 생각을 처음으로 담은 주요 작품이기도 하다. 또 말러는 베토벤의 영향을 받아 교향곡에 성악을 주입하려는 시도를 했다. 그 첫 번째 교향곡이 〈부활〉이다. 베토벤이 〈합창〉에서 환희와 평화를 외쳤다면 말러는 〈부활〉에서 부활의 합창을 불러 인간이 다시 일어서야 한다고 외쳤다. 말러는 이 교향곡에서 교향곡 1번에서 나온 "소리의 거리"과 "말러의 세계"를 더욱 더 발전시켰다. 약 90분동안 연주되며 조성은 다단조이다. 《BBC 뮤직 매거진》은 이 작품을 5번 째 위대한 교향곡으로 꼽았다.

## 기원
시작은 라이프치히 시절인 1888년 1월로 거슬러 올라가는데 이 시기 말러는 베버의 미완성 오페라 〈세사람의 핀토〉를 완성해 공연하여 큰 호평을 받았다. 이때 말러는 많은 꽃 다발을 받았는데 그걸 자신의 방에 가득 진열했다. 그 뒤, 어느날 꽃으로 둘러싸인 침대에 자신이 죽어 누워있는 것을 꿈에서 본것에서 영감을 얻어 한 곡을 쓰게 되었다고 한다. 그때 쓰게 된 곡이 '장례식', 혹은 '장례제전(Totenfeier)'이라 불리는 곡이었다. 말러의 처음 의도는 이 곡으로 교향곡을 쓸 생각은 없었다는게 일반적인 견해다. 1891년 말러는 '장례식'을 교향시로 출판하려 했다는 것이 이를 뒷받침한다.
한편, 말러는 1888년 1월에서 5월 사이에 후에 2악장이 되는 안단테 모데라토의 두 멜로디를 스케치 했는데 이 멜로디들도 교향곡으로 만들려는 의도로 작곡했던건 아니지만 말러 자신은 이 멜로디들에 애착을 가졌다고 한다.
그로부터 세월이 흘러 1893년, 슈타인바흐에서 말러는 비로소 '장례식'을 기반으로 한 교향곡 작곡에 착수하게 된다. 이때 말러는 새 교향곡과 함께 1888년부터 작곡해오던 가곡집 '어린이의 이상한 뿔피리'도 함께 작곡하게 되는데, 7월 한달동안 4악장으로 쓰이게 된 '원광(Urlicht)'과 3악장의 주제로 쓰이게 되는 가곡 '물고기에게 설교하는 파우다의 성 안토니우스'(Des Antonius von Padua Fischpredigt), 2악장 안단테 모데라토, 3악장 스케르쪼 등이 모두 작곡되었다. '원광'은 당초 말러가 교향곡에 넣을 생각이 없었던 것으로 보이지만, 생각이 바뀌어 들어가게 된듯 하다. 1악장으로 쓰인 '장례식'이 너무 장대한 규모라서 말러와 그의 친구는 대칭을 이룰 마지막 악장의 작곡이 쉽지 않을것으로 여겼다고 한다.
한편, 이전에 말러는 당시 유명한 지휘자 한스 폰 뷜러에게 '장례식'을 피아노로 연주해보였지만 한스 폰 뷜러는 "그게 만약 음악이라면, 난 음악을 하나도 모르는 것이 되네"라는 혹평을 받았다. 그후 1894년 2월, 한스 폰 뷜러가 사망했다. 당시 말러는 한창 피날레를 구상중이었다. 말러의 구상은 장대한 합창으로 연주되는 피날레였지만, 말러 스스로는 "베토벤을 흉내낸다고 평가받을까 두려웠다."라고 말한것 때문에 난항을 겪고 있었다. 그런 상황에서 한스 폰 뷜러의 장례식에 참석한 말러는 장례식에서 연주되던 프리드리히 고트리브 클롭슈톡(Friedrich Gottlieb Klopstock)의 시 '부활'의 합창에 말러는 큰 영감을 받아 마침내 클롭슈톡의 '부활'을 텍스트로 하여 교향곡을 완성했다.

## 출판
1897년 프리드리히 호프마이스터에서 처음으로 출판했다. 출판 권한은 잠시 요세프 와인버거가 가졌다가 최종적으로 유니버셜 에디션이 가져갔다. 유니버셜 에디션은 1910년 이 작품의 두 번째 판을 내놓았다. 유니버셜 에디션은 세 번째 판을 1952년에 출판했고, 교정판인 네 번째 판은 1970년에 출판했다. 말러의 교향곡 중 교정판의 일부로서, 〈부활〉의 교정판은 유니버셜 에디션과 카플란 재단 사이에서 제작되었다. 교정판은 2005년 10월 18일  길버트 카플란이 지휘한 로열 필하모닉 오케스트라에서 초연되었다.
예전 판은 도버 출판사와 부시 앤 혹스가 출판했다. 카플란 재단은 1986년에 팩시밀리 판을 출판했다. 1989년에는 브루노 발터가 2개의 손을 위한 피아노로 편곡한 판이 출판되었다.

## 편성
플루트4 (4번은 피콜로를 겸함), 오보에4 (3,4번은 잉글리시 호른을 겸함), 클라리넷4 (3번은 베이스 클라리넷을 겸함), 바순4 (3,4번 콘트라바순을 겸함), 호른8, 트럼펫4, 트롬본4, 튜바, 팀파니2, 작은북, 큰북, 심벌즈2, 루테, 트라이앵글, 글로켄슈필, 교회종2, 튜블러벨, 탐탐2, 오르간, 하프2, 현5부,
성악: 소프라노, 알토, 혼성 합창단
무대 뒤: 호른4, 트럼펫1, 팀파니1

## 구성
다음과 같은 다섯 악장으로 되어 있다.

## 가사

### 제4악장
| Urlicht O Röschen rot! Der Mensch liegt in größter Not! Der Mensch liegt in größter Pein! Je lieber möcht' ich im Himmel sein. Da kam ich auf einen breiten Weg. Da kam ein Engelein und wollt’ mich abweisen. Ach nein! Ich ließ mich nicht abweisen! Ich bin von Gott und will wieder zu Gott! Der liebe Gott wird mir ein Lichtchen geben, Wird leuchten mir bis in das ewig selig Leben! From Des Knaben Wunderhorn | 원광(태초의 빛) 오 붉은 장미여! 인간은 큰 위기에 처해 있구나! 인간은 큰 고통에 처해 있구나! 차라리 나 하늘에 머물리라. 나 넓은 길로 나아갔더니 천사가 다가와 나를 막네. 나를 막지 마시오! 나는 신에게서 났으니 신에게로 돌아가리라. 주님은 나에게 빛을 주실 것, 그 빛은 영원한 생명에 이르기까지 나를 비추리라. '어린이의 이상한 뿔피리'의 가사를 차용 |

### 제5악장
| Chor und Sopran Aufersteh'n, ja aufersteh'n. Wirst du, Mein Staub, Nach kurzer Ruh'! Unsterblich Leben! Unsterblich Leben! wird der dich rief dir geben! Wieder aufzublüh'n wirst du gesät! Der Herr der Ernte geht und sammelt Garben, uns ein, die starben! O glaube, mein Herz, o glaube Es geht dir nichts verloren! Dein ist, ja dein, was du gesehnt! Dein, was du geliebt, Was du gestritten! O glaube Du wardst nicht umsonst geboren! Hast nicht umsonst gelebt, gelitten! Was entstanden ist Das muß vergehen! Was vergangen, auferstehen! Hör' auf zu beben! Bereite dich zu leben! O Schmerz! Du Alldurchdringer! Dir bin ich entrungen! O Tod! Du Allbezwinger! Nun bist du bezwungen! Mit Flügeln, die ich mir errungen, In heißem Liebesstreben, Werd'ich entschweben Zum Licht, zu dem kein Aug' gedrungen! Sterben werd' ich, um zu leben! Aufersteh'n, ja aufersteh'n wirst du, mein Herz, in einem Nu! Was du geschlagen zu Gott wird es dich tragen! Friedrich Klopstock | 합창 일어나라, 자, 일어나라. 나의 죽음이여. 고요의 찰나 이후에 영원한 삶! 영원한 삶! 그것이 너를 부른다! 너는 씨뿌려져 다시 소생할 것이니! 농부가 와서 볏단을 수확할 것이다. 우리를 위해, 죽은 자를 위해. 오, 믿어라, 나의 마음이여, 오 믿어라: 너는 어떤 것도 잃은 것이 아니다! 네가 바로, 그래, 네가 바로, 네가 그리워했던 것이다. 네가 바로 네가 사랑했던 것, 네가 얻고자 싸웠던 것이다! 오, 믿어라, 너는 까닭 없이 태어나지 않았다! 까닭 없이 살아있는 것이, 까닭 없이 견디는 것이 아니다. 살아있는 모든 것은 반드시 흙으로 돌아가리! 죽은 모든 것은, 다시 일어나리라! 두려움을 거두라! 삶을 준비하라! 오, 고통이여! 모두가 피할 수 없는 것! 나는 고통에서 나오리! 오, 죽음이여! 모두를 지배하는 것! 이제 네가 지배당하리라! 날개를 달고, 내가 얻어낸 날개를 달고, 저 뜨거운 하늘에서, 나 날아오르리라. 빛을 향해, 세상이 모르는 빛을 향해! 나는 살기 위해 죽으리라! 일어나라, 그래, 다시 일어나 그대 내 마음이여, 어서 일어나라! 그대의 빛은 그를 위해 그대가 가진 고통은 그대가 가진 고통으로 인해 신께로 너를 옮기리라! 프리드리히 클롭슈톡의 시에서 차용 |

## 초연
- 세계 초연 (첫 3악장만) : 1895년 3월 4일, 베를린, 베를린 필하모니 오케스트라, 구스타프 말러
- 세계 초연 (전곡) : 1895년 12월 13일, 베를린, 베를린 필하모니 오케스트라, 구스타프 말러
- 벨기에 초연 : 1898년 3월 6일, 리에주, '누보 콘서트', 실뱅 드퓌 이 공연은 독일 외부에서 한 첫 공연이였다.[3]
- 대한민국 초연 : 1974년 4월 16일, 서울 국립극장, 국립교향악단(현 KBS교향악단), 국립합창단, 소프라노 김복희, 메조 소프라노 이청희, 지휘 홍연택

교향곡 1번과는 달리, 이 곡은 말러 생전에 청중들에게 크게 호평을 받았고 자주 연주된 곡이었다. 1895년 3월 4일 베를린에서 말러가 리하르트 슈트라우스의 주선으로 1~3악장을 직접 지휘해 연주했지만 청중들의 반응은 별로 좋지 않았고, 평론가들에게도 혹평을 받았다. 9개월 후인 같은해 12월 13일에 함부르크의 두 부호의 후원을 받아 전곡을 베를린에서 다시 연주했는데 평론가들의 평가는 나아지지 않았지만 청중들은 열광했다. 이후 말러는 1900년 뮌헨에서 이 곡을 연주해 큰 성공을 거두었고, 1907년 빈 고별 연주회와 1908년 뉴욕과 파리에서의 연주도 크게 호평을 받은 작품이 되었다. 다만 파리 공연에서는 청중으로 있던 드뷔시가 연주 중간에 나가버렸다고 한다(드뷔시는 본인의 마음에 들지 않는 곡이면 공연 중간에 나가버리는 취미가 있었다.)

## 악보
원본 악보는 Mengelberg와 콘세르트헤바우 관현악단이 주최한 1920년 Mahler 축제에서 지휘자 빌럼 멩엘베르흐에게 말러의 미망인이 제공하였다. 1984년 아마추어로서 심포니 지휘를 전문으로 하는 기업가 길버트 카플런이 멩엘베르흐 재단에서 구입하였다. 
2016년 11월 29일, 이 악보는 런던 소더비스 경매에서 팔린 음악 원고 중 최고가인 450만 파운드에 팔렸다. 원고에 대해 4명의 전화 입찰자가 있었고 낙찰자는 익명을 유지하기로 선택하였다. 
현재 총보는 오하이오주 클리블랜드에 있는 클리블랜드 오케스트라의 자산이다. 소더비 경매에서 익명의 최고 입찰자였던 독일 미디어 거물이자 클리블랜드 오케스트라 이사 Herbert Kloiber가 오케스트라에 선물하였다. 그것은 현존하는 작품의 손으로 쓰고 사인한 유일한 원고이다. 

## 참고 문헌
- 악보